# Prześladowania osób homoseksualnych w Czeczenii

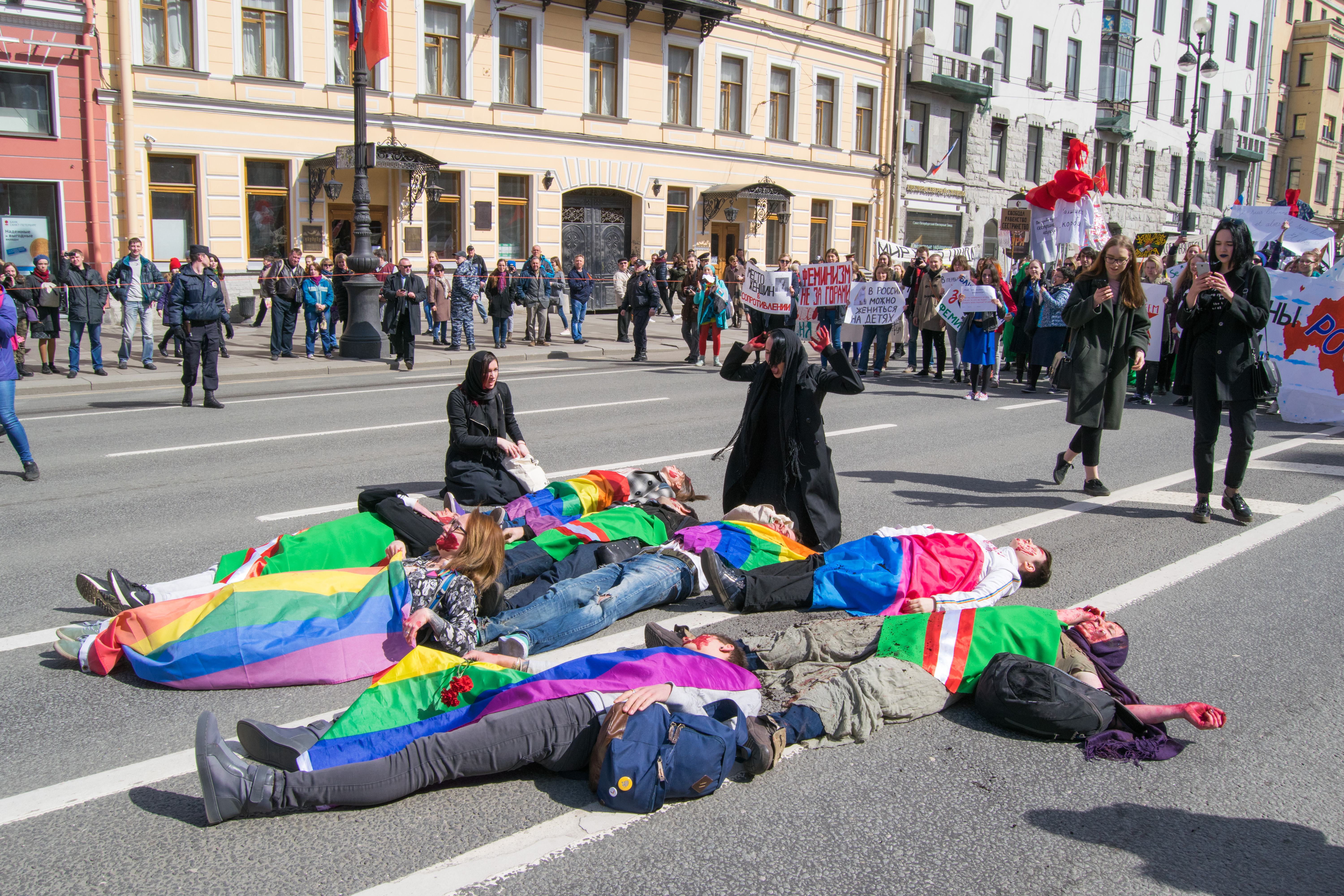
Publiczna demonstracja „Czeczeńskie matki opłakują swoje dzieci” odbyła się 1 maja 2017 r. na Newskim Prospekcie w Sankt Petersburgu w celu zaprotestowania przeciwko prześladowaniu osób homoseksualnych w Czeczenii.

Prześladowania osób homoseksualnych w Czeczenii (republiki wchodzącej w skład Federacji Rosyjskiej) – seria porwań, uwięzień, tortur oraz zabójstw przeprowadzanych przez siły rządowe bez wyroków sądu na osobach uznawanych za homoseksualne. Część osób zatrzymanych przez władze zmarło po przetrzymywaniu w miejscach, które organizacje broniące praw człowieka oraz świadkowie nazwali obozami koncentracyjnymi.

## Tło
Czeczenia jest konserwatywną, muzułmańską republiką w której homofobia jest powszechna, homoseksualność jest tematem tabu, a posiadanie wśród krewnych osoby homoseksualnej jest postrzegane jako „plama na całej rodzinie”. 
Czeczenia pozostaje również jedyną republiką w Federacji Rosyjskiej, w której według własnego prawa, akty homoseksualne są zabronione i grozi za nie kara śmierci. Czeczeński kodeks karny z 1996 roku jest oparty na prawie islamskim – szariacie. Zgodnie z art. 148 kodeksu karnego za homoseksualność grozi chłosta, a nawet śmierć. Teoretycznie jednak czeczeński kodeks karny z 1996 roku nie ma mocy prawnej, ponieważ obowiązuje tu prawo rosyjskie, które zalegalizowało homoseksualność w 1993 roku. W rzeczywistości republika zachowuje pewną autonomię akceptowaną przez rosyjskich zwierzchników liczących na uspokojenie się dzięki temu ruchów ekstremistycznych w regionie.  

## Przebieg
Pierwsze wzmianki o tych działaniach pojawiły się 1 kwietnia 2017 roku na łamach rosyjskiej Nowej Gazety, która poinformowała, że od lutego 2017 ponad 100 mężczyzn było rzekomo przetrzymywanych i torturowanych, a co najmniej trzech zmarło w wyniku egzekucji. Autor artykułu został zmuszony do ukrycia się ze względu na pojawiające się wobec niego groźby.
W związku z rozpowszechnianiem się informacji o działaniach władz czeczeńskich, rosyjscy i międzynarodowi działacze społeczni rozpoczęli walkę o ewakuację uwolnionych z obozów, lecz napotkali trudności z uzyskaniem wiz umożliwiających bezpieczne opuszczenie Rosji.
Przywódca Czeczenii, Ramzan Kadyrow, zaprzecza zarówno występowaniu jakichkolwiek prześladowań, jak i występowaniu gejów w Czeczenii twierdząc, że takie osoby zostałyby uprzednio zabite przez własne rodziny gdyby istniały. Raport wydany w grudniu 2018 r. przez Organizację Bezpieczeństwa i Współpracy w Europie (OBWE) potwierdził prześladowania osób LGBT, jak i ignorowanie sytuacji przez władze.
W dniu 11 stycznia 2019 r. pojawiły się informacje, że w grudniu 2018 r. rozpoczęła się kolejna "fala" czystek, w której zatrzymano około 40 osób i dwie zabito.

## Oddźwięk w kulturze
W 2020 zrealizowano film dokumentalny o tych wydarzeniach pt. Witamy w Czeczenii.